# Sphegina elegans
Sphegina elegans là một loài ruồi trong họ Ruồi giả ong (Syrphidae). Loài này được Schummel mô tả khoa học đầu tiên năm 1843. Sphegina elegans phân bố ở vùng Cổ Bắc giới (Đan Mạch)